# كالي ارغا (مدينة)
كالي ارغا (بالإسبانية: Calle Larga) هي بلدية تقع في تشيلي في Los Andes Province. يقدر عدد سكانها بـ 13,366 نسمة ومساحتها 321.7 كم2 وترتفع عن سطح البحر 768 متر.

## أعلام
- بيدرو أغيري سيردا